# Ariadne taeniata
Ariadne taeniata es una especie de lepidópterode la familia Nymphalidae, género Ariadne.

## Subespecies
- Ariadne taeniata taeniata
- Ariadne taeniata adelpha (C. & R. Felder, 1861)

## Localización
Se localiza en el norte y en el sur de las islas de Filipinas.